# M/F Øen
M/F Øen var en dansk færge, der sejlede fra 1994 til 2009 på overfarten Søby-Mommark, med hjemsted i Søby. Overfartstiden var 1 time.

## Historie
Færgen blev bygget i Norge, og sejlede, under navnet Skjergar, på ruten Øygarden-Bergen. 1993 blev den solgt til Færgeselskabet Søby-Mommark Aps., Søby og ombygget på Søby Værft.
Den femte maj 1994 blev den indsat på ruten til Mommark, og blev indtil 2008 drevet af Søby-Mommark Fonden. Den 22. juli 2008 blev M/F Øen solgt til Ærø Kommune for 800.000 kr. Det kommuneejede selskab "Ærøfærgerne" drev ruten fra 2008 til 2009. Søby-Mommark ruten blev nedlagt i 2009 og i november samme år, blev M/F Skjoldnæs indsat på ruten mellem Søby og Fynshav, Als.
Den 1. november 2006 gik M/F Øen på grund nord for havnen i Mommark på grund af storm. Den 8. november blev den af flydekranen Samson løftet fri af grunden. Samson tog færgen med biler med og sejlede til Søby Værft. Den 29. november blev færgen igen indsat på ruten.
Den 25 august 2010 overtog Ærø Kommune færgen som solgte den videre til Henning Smedegaard, Esbjerg. Den 25 dec. solgte Smedegaard den til Royal Shipping, c/o Jose Nya Nzenkeu, Douala, Cameroun, hvor den fik navnet JOSEFINE og i 2013 blev den omdøbt til AGAMBA. I april 2018 er AGAMBA set fortøjet ved en kaj i Calabar i, Nigeria, nærved grænsen til Cameroun.
Den nigerianske flådes nordlige Naval Command i Calabar sendte 24 ulovlige indvandrere fra Gabon tilbage til Gabon. Indvandrerne var blandt de 41 udlændinge ombord på AV Agamba, der den 21. januar 2016 blev opbragt og tvunget til at lægge til kaj på Shore Lines bryggebro i Calabar af et patruljefartøj, der var på en rutinemæssig bevogtningsopgave. Desuden var der 200 nigerianere ombord. Agamba er sandsynligvis blevet beslaglagt af den nigerianske marine.
I april 2018 blev AGAMBA sandsynligvis ophugget i Calabar, Nigeria.
- M/F Øen i Søby Havn
- Maskinmesteren
- Værkstedet